# Plohn

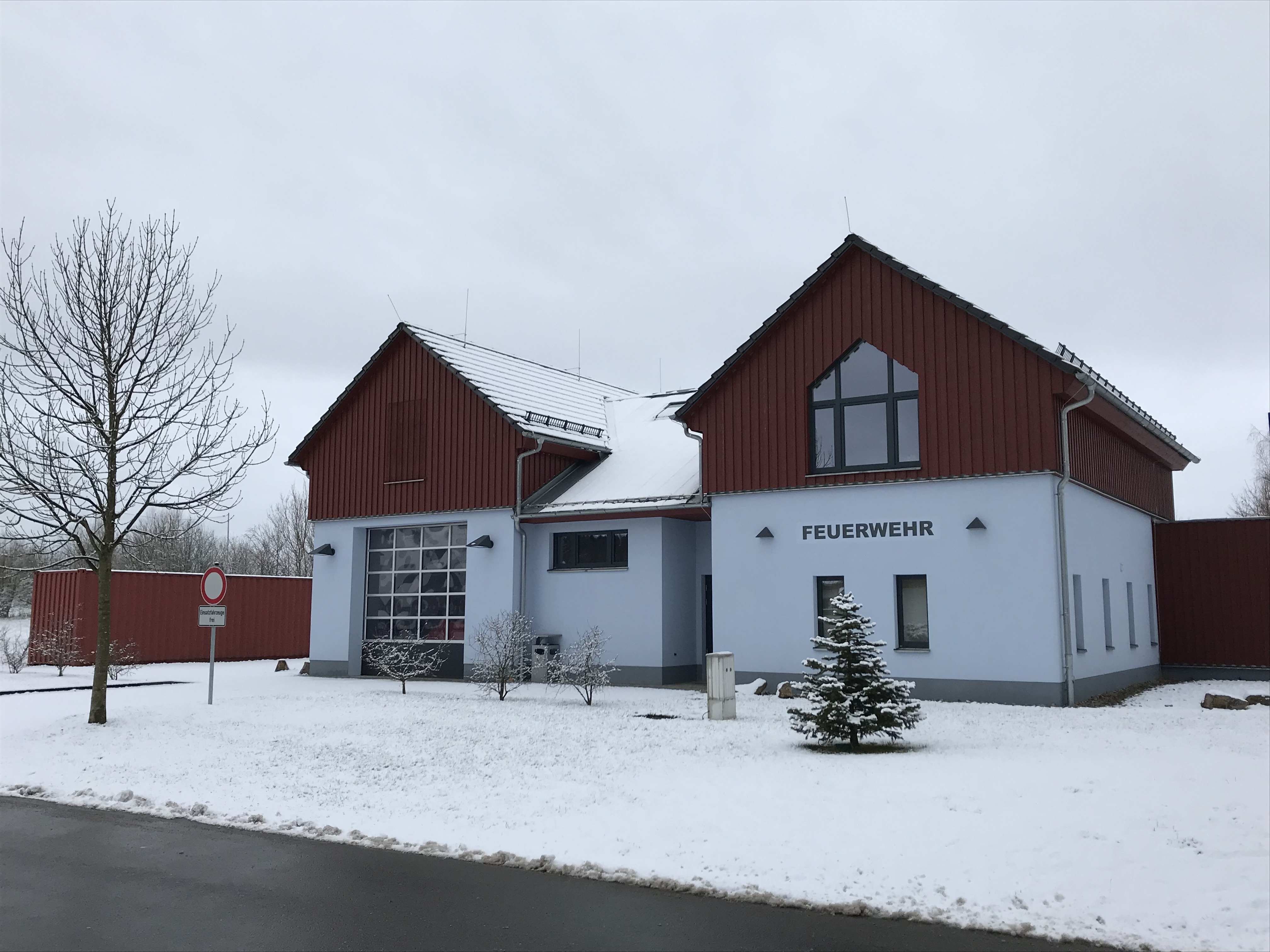
Feuerwehrhaus der Freiwilligen Feuerwehr Plohn

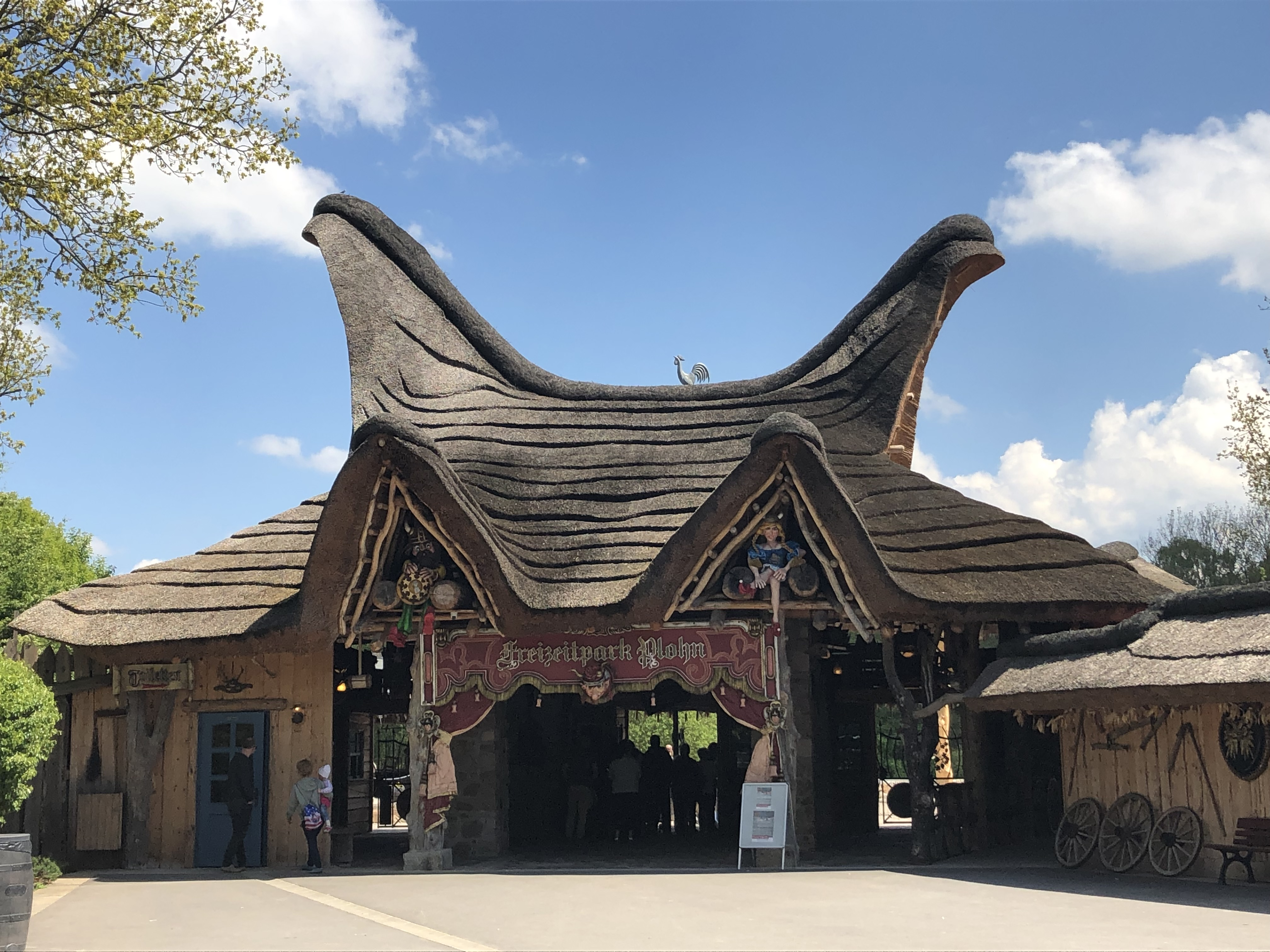
Eingang Freizeitpark Plohn (2019)

Plohn ist ein Ortsteil der sächsischen Stadt Lengenfeld im Vogtlandkreis. Gemeinsam mit dem am 1. Januar 1979 nach Plohn eingemeindeten Ort Abhorn bildet er seit dem 1. Juli 1993 den Ortsteil Plohn/Abhorn der Stadt Lengenfeld.
Plohn ist überregional bekannt durch den im Jahr 1996 eröffneten Freizeitpark Plohn, den ersten Freizeitpark in den neuen Bundesländern.

## Geografische Lage
Plohn liegt östlich der Stadt Lengenfeld im Tal des Plohnbachs, einem Zufluss der Göltzsch. Der Ort befindet sich am Westrand des Kirchberger Granitgebiets im Osten des Naturraumes Vogtland sowie im sächsischen Teil des historischen Vogtlands und hat eine Größe von etwa 230 ha. Südlich des Orts liegt der Freizeitpark Plohn.
Der Ort grenzt an vier weitere Ortsteile der Stadt Lengenfeld und einen Ortsteil von Rodewisch.
| Waldkirchen |                                             | Pechtelsgrün |
| Grün        | Kompassrose, die auf Nachbargemeinden zeigt | Röthenbach   |
|             | Abhorn                                      |              |

## Geschichte

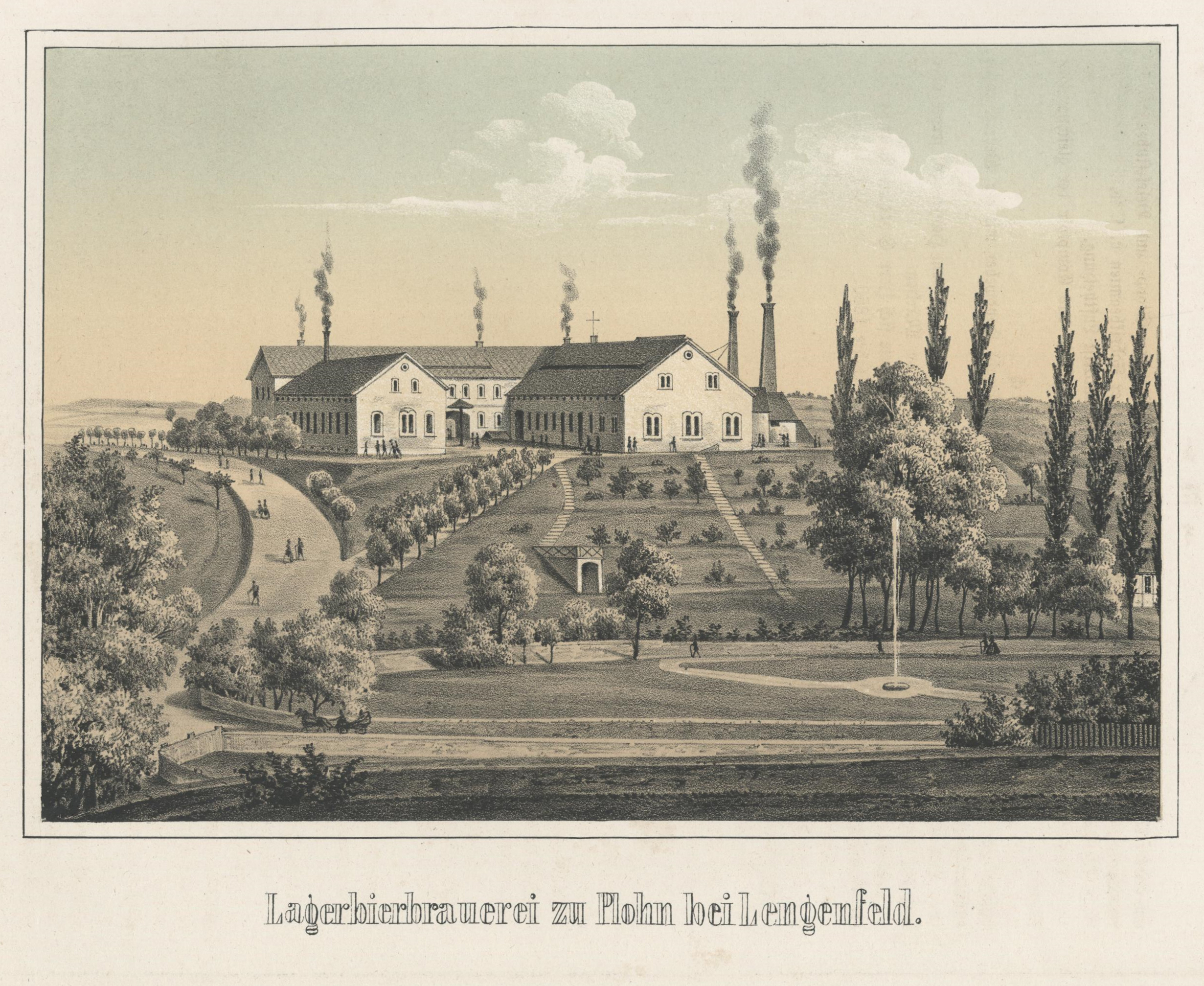
Lagerbierbrauerei zu Plohn (um 1856)

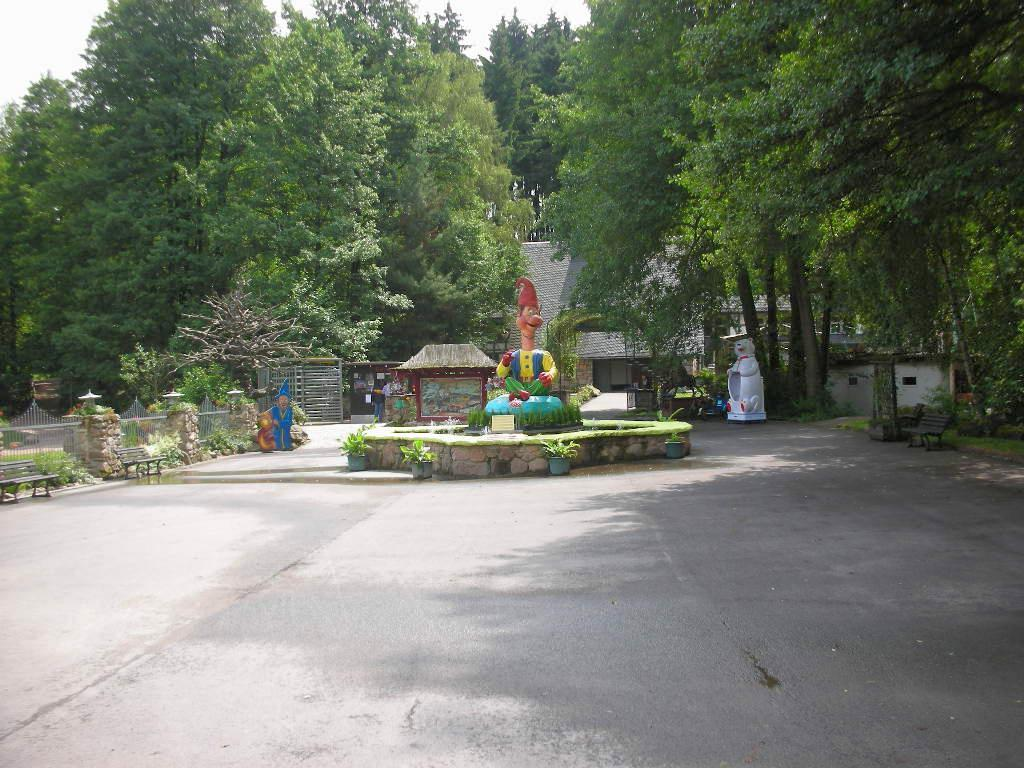
Freizeitpark Plohn, Eingang

Die Ersterwähnung von Plohn erfolgte im Jahr 1140 als Plona. Spätere Ortsnamensformen des als Waldhufendorf angelegten Plohns sind Heinricus et Otto fratres de Plone (1279), Plane (1399), Plon (1410), ein Solos gnant dy Plone (1445), Plan (1485), Plohn (1640) und Plohn, Plona, die Plon (1821). Der Name leitet sich von altsorbisch *płoń für „Ebene, Fläche“ ab.
Im Jahr 1279 wurde die Burg Plohn als Herrensitz der Brüder Heinrich und Otto von Plohn erwähnt. Sie wurde im Jahr 1633 im Zuge des Dreißigjährigen Krieges von den Truppen des Generals Heinrich von Holk zerstört und danach wieder aufgebaut. Von 1534 bis ins 19. Jahrhundert lag die Grundherrschaft über den Ort lag anteilig beim  oberen und unteren Rittergut Plohn.
Plohn gehörte bis 1856 zum kursächsischen bzw. späteren königlich-sächsischen Amt Plauen. 1856 wurde Plohn dem Gerichtsamt Lengenfeld und 1875 der Amtshauptmannschaft Auerbach angegliedert. Zwischen 1858 und 1921 war die Plohner Bierbrauerei mit 32 Kellern in 2 Stockwerken in Betrieb. In einem erhalten gebliebenen Gebäudetrakt befindet sich heute die Gaststätte „Zur Alten Brauerei“. 1861 wurde auf den Grundmauern des Vorgängerbaus die heutige Kirche mit einem spätgotischen Flügelaltar erbaut.
Durch die zweite Kreisreform in der DDR kam Plohn wie sein Nachbarort Abhorn im Jahr 1952 zum Kreis Auerbach im Bezirk Chemnitz (1953 in Bezirk Karl-Marx-Stadt umbenannt), der ab 1990 als sächsischer Landkreis Auerbach fortgeführt wurde. Am 1. Januar 1979 wurde Abhorn nach Plohn eingemeindet. Durch die Eingemeindung der Gemeinde Plohn mit ihrem Ortsteil Abhorn in die Stadt Lengenfeld wechselten beide Orte am 1. Juli 1993 in den Landkreis Reichenbach im Vogtland, der 1996 im Vogtlandkreis aufging. Im Jahr 1996 wurde südlich des Orts der Freizeitpark Plohn eröffnet.

### Einwohnerstatistik
1577/1583 lebten in Plohn 11 besessene Mann und 9 Häusler. 1764 waren es 12 besessene Mann, 4 Gärtner und 3 Häusler.
| Jahr          | 1834 | 1871 | 1890 | 1910 | 1925 | 1939 | 1946 | 1950 | 1964 | 1989 | 1990 | 2008 | 26. Mai 2011 | 2019 |
| ------------- | ---- | ---- | ---- | ---- | ---- | ---- | ---- | ---- | ---- | ---- | ---- | ---- | ------------ | ---- |
| Einwohnerzahl | 244  | 383  | 366  | 380  | 392  | 350  | 432  | 446  | 452  | 356  | 355  | 303  | 350          | 326  |

1910 war Plohn unter den 69 Kommunen der Amtshauptmannschaft Auerbach auf Rang 55 der Einwohnerstatistik. 1925 lebten in Plohn 375 Lutheraner, 14 Katholiken, 2 andersgläubige und ein evangelisch-reformierter.

## Verkehr
Plohn ist über Kreisstraßen mit Lengenfeld, Pechtelsgrün, Rodewisch und Röthenbach verbunden.
Der Ort ist über die zweistündliche TaktBus-Linie 63 des Verkehrsverbunds Vogtland direkt mit Lengenfeld und Plauen verbunden. Nach Irfersgrün verkehrt die RufBus-Linie 87. Außerdem führen die BürgerBus-Linie 62 und saisonal an Wochenenden auch die PlusBus-Linie 10 über Plohn.

## Sehenswürdigkeiten
- Freizeitpark Plohn